# Seznam ruskih violinistov
Seznam ruskih violinistov.

## A
- Aleksej Ajgi (* 1971)

## B
- Rudolf Borisovič Baršaj (1924 – 2010)
- Jurij Bašmet (* 1953)
- Vasilij Bezekirski (1835 – 1919)
- Vasilij Bezekirski ml. (1880 – 1960) (rusko-ameriški)
- Svetlana Bezrodnaja (* 1934)
- Zahar Bron (* 1947)

## E
- Mihail Elman (1891 – 1967)

## F
- Mihail Fichtenholz (1920 – 1985)

## G
- Ilja Grubert (* 1954)

## H
- Ivan Jevstafjevič Handoškin (1747  –1804)

## J
- Abram Jampolski (1890 – 1956)

## K
- Oleg Kagan (1946 – 1990)
- Leonid Kogan (1924 – 1982)
- Sergej Krilov (* 1970)

## M
- Vasilij Meljnikov (* 1962)
- Natan Milstein (1904 – 1992)
- Viktorija Mullova (* 1959)

## O
- David Ojstrah (1903-1974)
- Igor Davidovič Ojstrah (1931 – 2021)

## P
- Olga Parhomenko (1928 – 2012)
- Vikor Pikajzen (1933 – 2023)

## R
- Vadim Repin (* 1971)
- Aleksander (Saša) Roždestvenski

## S
- Dmitrij Sitkovecki (* 1954)
- Julian Sitkovecki (1925 – 1958)
- Tamara Smirnova Šajfar (* 1958)
- Vladimir Spivakov (* 1944)
- Isaac Stern/Štern (1920 – 2001) (rusko-ameriški)
- Pjotr Stoljarski (1871 – 1944)

## T
- Nadežda Tokareva (rusko-slovenska)
- Anahit Tsitsikian (1926 – 1999) (Armenskega rodu)

## V
- Maksim Vengerov (* 1974) (rusko-izraelski)